# Otruby

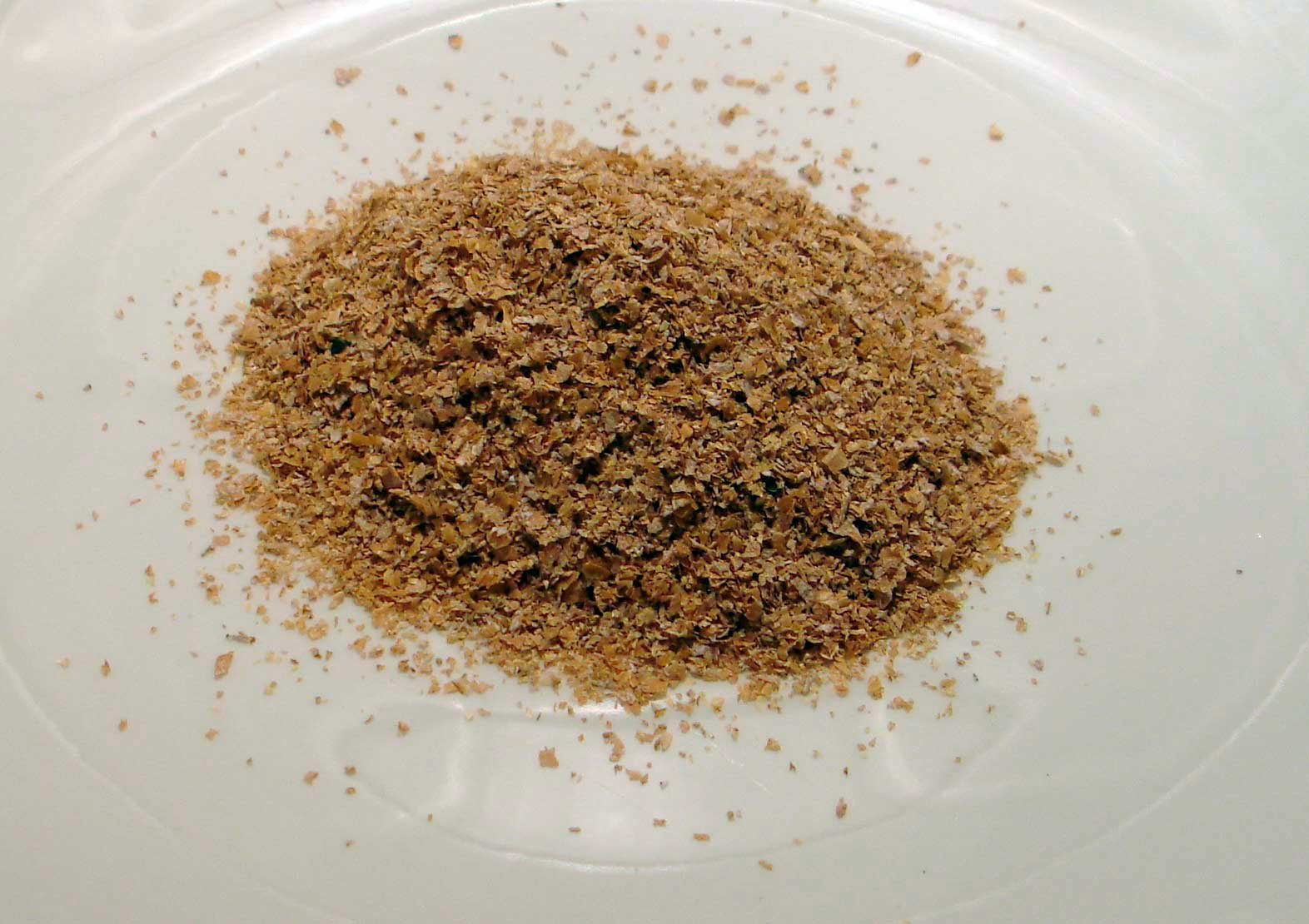
Obilné otruby

Otruby jsou odpadní produkt při výrobě mouky z obilnin, vnější části obilky po oddělení zrna.

## Výroba
Šrot přepadává při vysévání meliva z posledních šrotů, vymílacích a domílkových chodů, dále od loupání a kartáčování obilí. Podle granulace se dělí na hrubé (od kartáčování a šrotů) a jemné (z vymílání a loupání). Obsahují nejen částice slupek, ale i částice klíčků a endospermu, poněvadž ani moderní technologie nezaručuje jejich úplné oddělení. Při mletí pšenice se získává 17–18,5 % otrub, žita 20–25 % otrub a ječmene asi 22 % otrub. 

## Využití
Otrub se využívá hlavně jako součást krmiva. V 17. století v Japonsku jich bylo užíváno i jako hnojiva.
Proti dřívějším názorům, že otruby jsou v lidské potravě bezcenné, stojí nový poznatek, že tzv. balastní látky podávané v přiměřených dávkách mají příznivý dietetický vliv.